# Réserve de biosphère transfrontière de Polésie occidentale
La réserve de biosphère transfrontière de Polésie occidentale (en ukrainien : Західне Полісся (біосферний заповідник)[Quoi ?]) est une réserve de biosphère transfrontière située en Polésie, au nord-ouest de l’Ukraine, à l'est de la Pologne et au sud-ouest de la Biélorussie.

## Historique
La réserve de biosphère est reconnue par l'Unesco en 2012. Elle est issue de la fusion de deux réserves de biosphère préexistantes au niveau national et d'un parc national : réserves de biosphère de Chatsk en Ukraine,  Polésie Pribouchki en Biélorussie ainsi que du parc national de Polésie en Pologne.

## Description
La réserve de biosphère possède une superficie de  263 016 ha, dont : 
- 139 917 ha en Pologne (zone cœur : 5 224 ha, zone tampon : 43 215 ha, zone de transition : 91 478 ha) ;
- 75 075 ha en Ukraine ; (zone cœur : 5 732 ha, zone tampon : 12 325 ha, zone de transition : 57 018 ha) ;
- 48 024 ha en Biélorussie (zone cœur : 15 323 ha, zone tampon : 25 337 ha, zone de transition : 18 320 ha).

Elle recouvre les réserves du parc des lacs de Łęczna et du parc paysager de Sobibór en Pologne. En Ukraine, elle recouvre le parc national de Chatsk et la réserve naturelle de Priboujkoïe en Biélorussie.
Les structures coordinatrices sont le parc national de Polésie en Pologne, le parc national naturel de Shatskyi en Ukraine, et le Polésie Pribuzskoye en Biélorussie.

## Biodiversité
La réserve se caractérise par des conifères de la zone boréale et des feuillus de zone tempérée.